# 개구리발톱

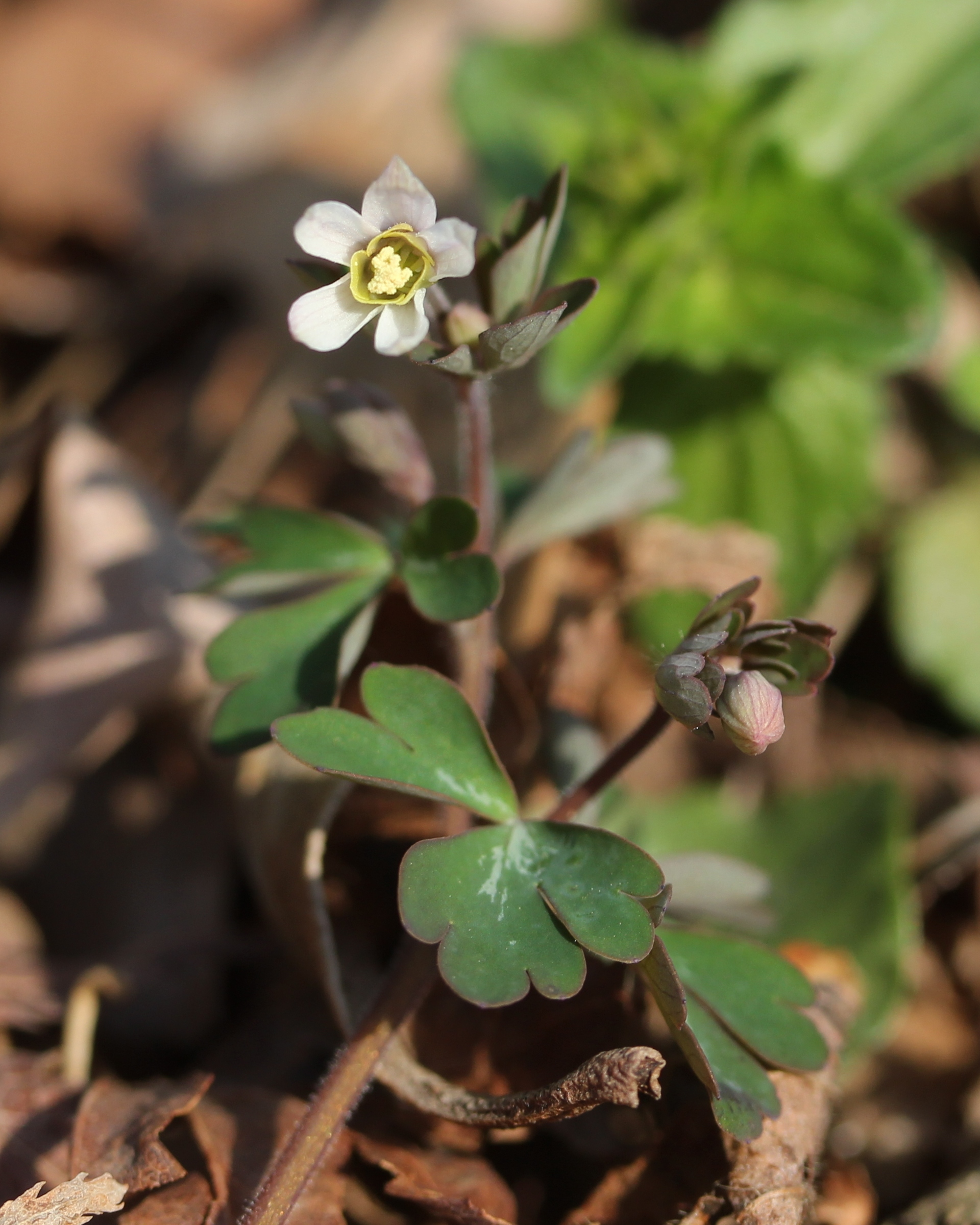

개구리발톱(Semiaquilegia adoxoides)은 한국 남부에 나는 여러해살이풀이다. 높이는 20-30cm 가량이다. 괴경(塊莖)은 검은색으로 모양은 일정하지 않고, 줄기는 곧게 선다. 근생엽은 표면이 녹색, 뒷면은 분백색이다. 작은잎은 잎자루가 짧고, 3갈래로 깊게 갈라져 있다. 꽃은 가지 끝에 1송이씩 붙고, 아주 작은 매 발톱 모양을 이룬다. 꽃받침은 5장이고 꽃잎 모양은 종형이다. 꽃잎은 분홍빛을 띤 흰색으로 5장이다. 수술은 9-14개인데 안쪽의 여러 개는 헛수술이며 암술은 보통 2-4개이다. 열매는 골돌로 피침형이고 2-4개가 모여 별 모양의 열매 덩이를 형성한다.